# Église Sainte-Thérèse-de-l'Enfant-Jésus de Wattrelos
L'église Sainte-Thérèse-de-l'Enfant-Jésus (picard : église Sainte-Thérèse-éd-l'Éfant-Jésus) est une église catholique située dans le quartier du Laboureur à Wattrelos, en France.

## Localisation
L'église est située dans le département français du Nord, sur la commune de Wattrelos.

## Historique
L'église est édifiée en 1927 par l'architecte Charles Bourgeois, peu après la canonisation de sainte Thérèse de Lisieux. La construction est financée sur les fonds propres du curé de la paroisse, l'abbé Delebart, issu d'une riche famille d'industriels du textile, et des dons des paroissiens.
L'édifice est inscrit au titre des monuments historiques en 2005.

## Description
De style Art déco, l'église est bâtie en pierre reconstituée, en aggloméré de ciment. Son décor est conçu autour du thème de la rose, iconographie propre au culte thérésien, que l'on retrouve dans tout l'édifice, dans les parties architecturales comme dans le mobilier et les vitraux. Les céramiques sont de Charles Fourmaintraux-Delassus à Desvres.

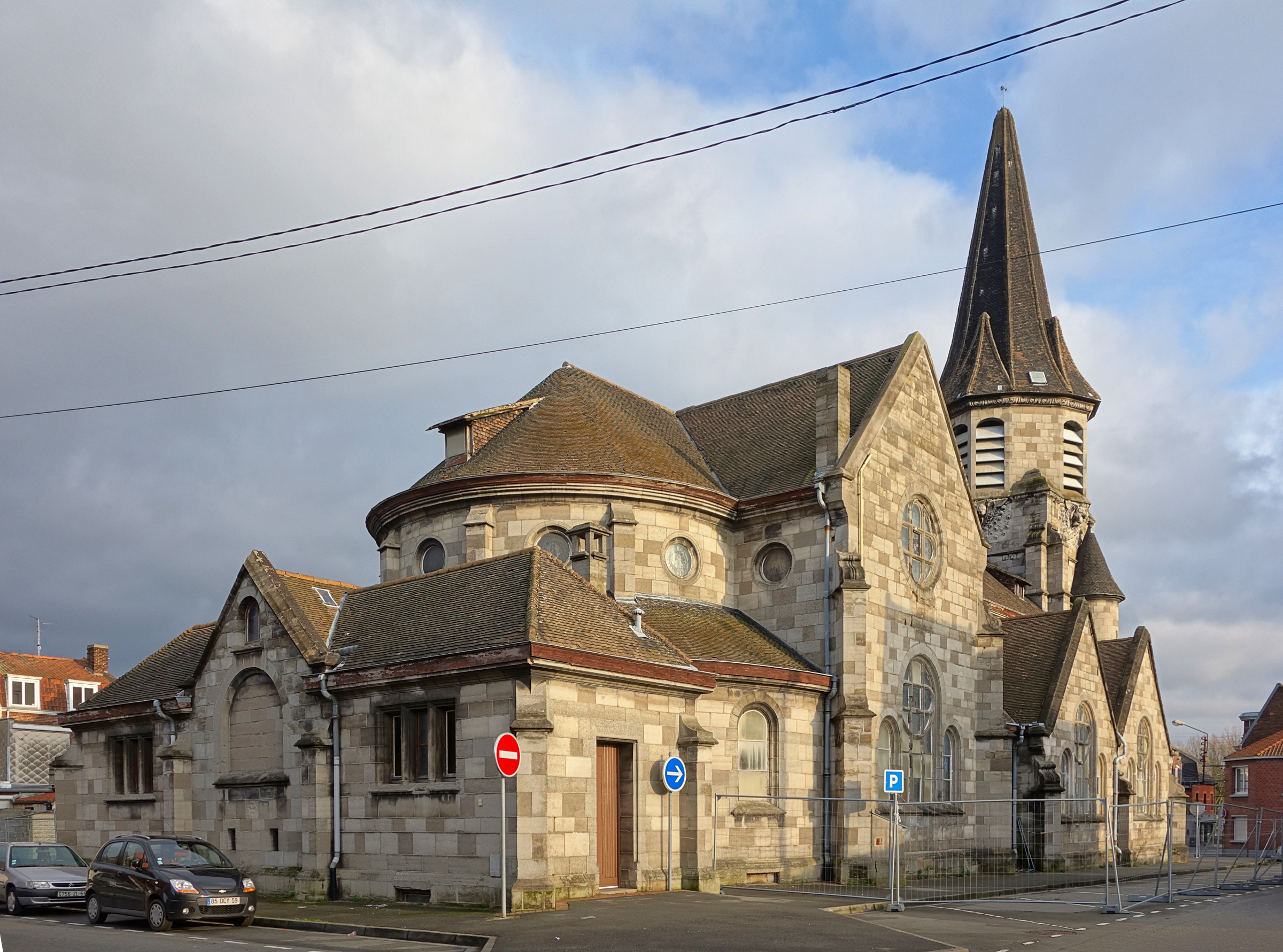
Vue arrière
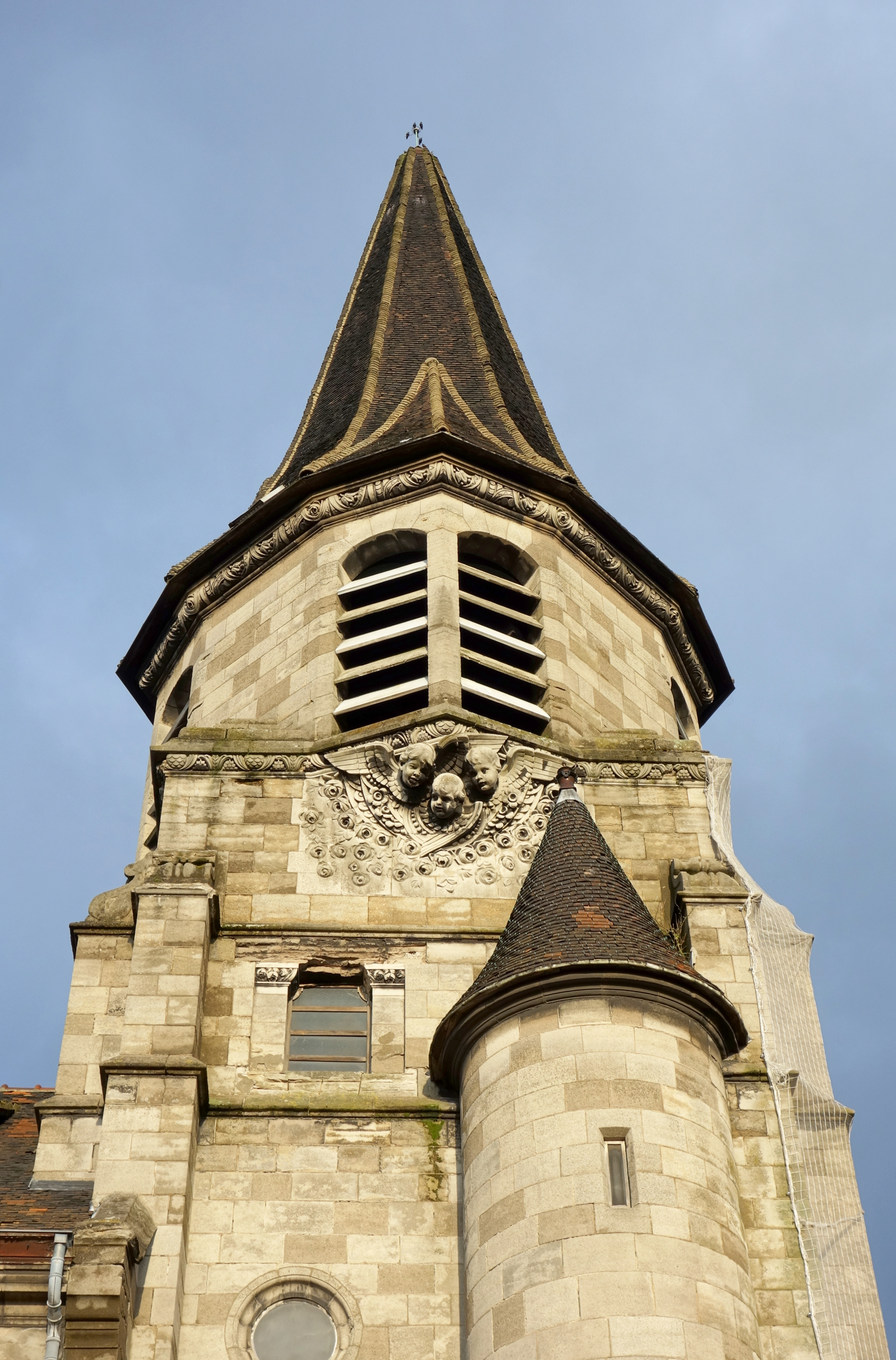
Décor du clocher
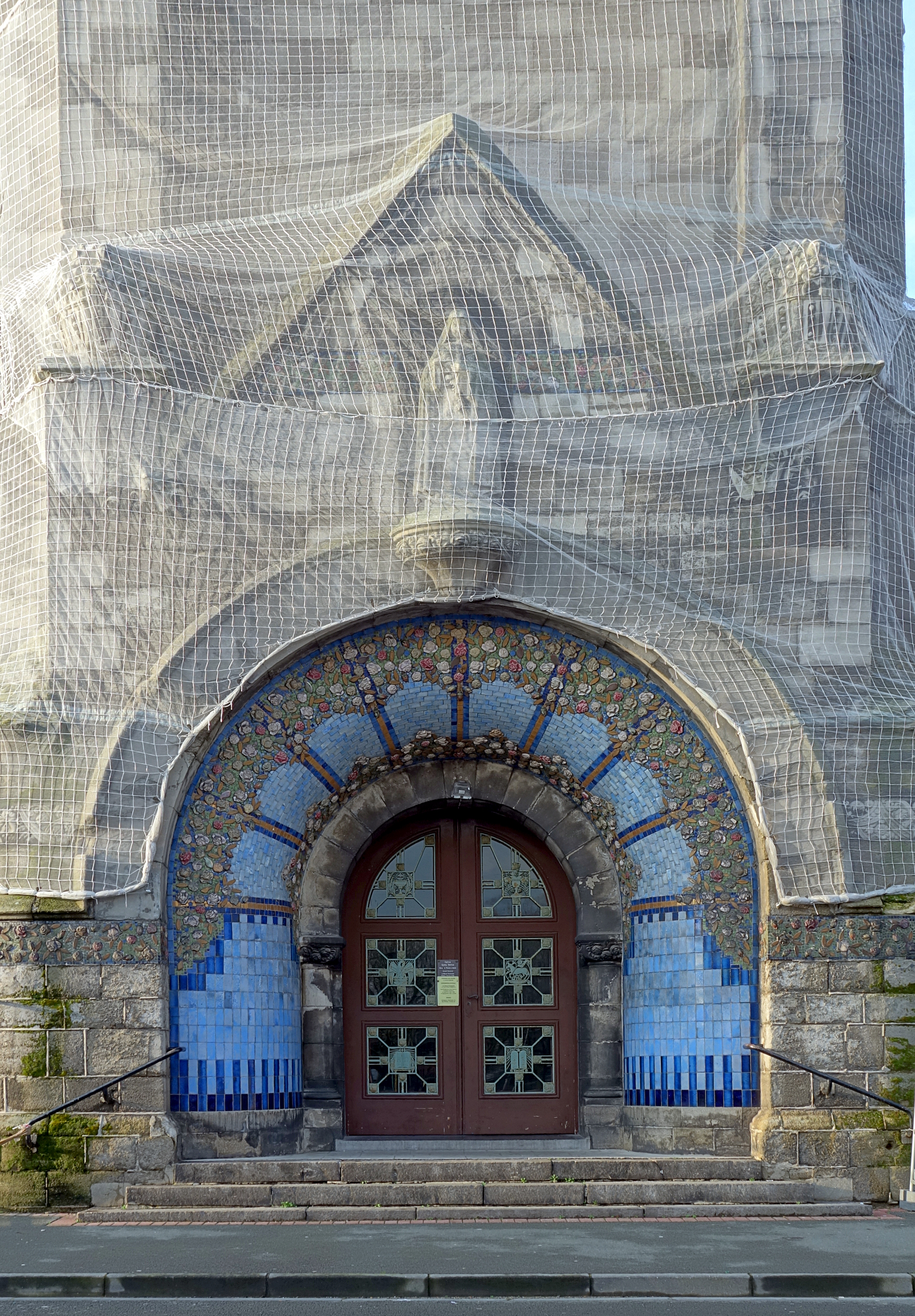
Porche